# Montone
Montone là một đô thị ở Tỉnh Perugia trong vùng Umbria, có khoảng cách khoảng 35 km về phía bắc của Perugia. 

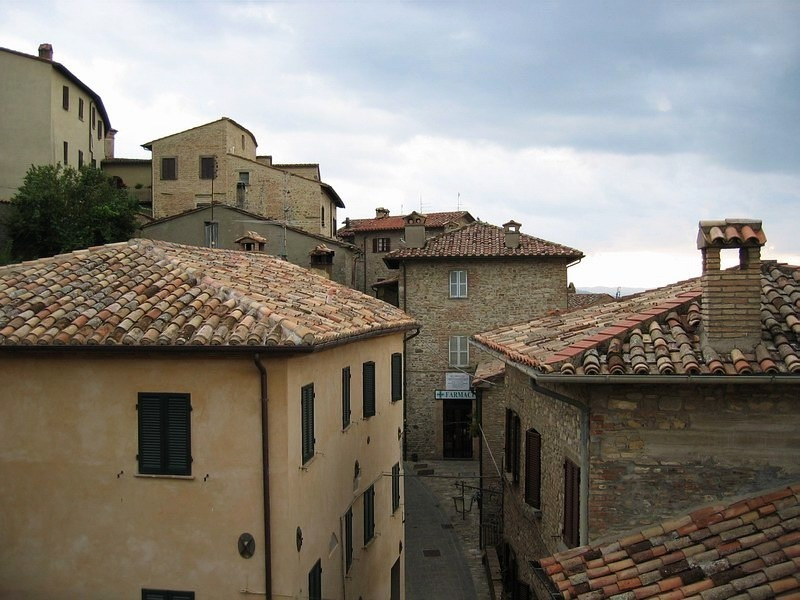
Montone.

Montone giáp các đô thị: Città di Castello, Pietralunga, Umbertide.
Đây là quê nơi xuất thân của dòng họ Fortebracci, trong đó có thành viên Braccio da Montone nổi tiếng.

## Quá trình thay đổi dân số
Official Site of Montone - Umbria